# Triakis maculata
Triakis maculata är en hajart som beskrevs av Rudolf Kner och Franz Steindachner 1867. Triakis maculata ingår i släktet Triakis och familjen hundhajar. Inga underarter finns listade i Catalogue of Life.
Arten förekommer i havet vid östra Peru, norra Chile och Galapagosöarna. Den vistas i regioner som ligger 10 till 200 meter under havsytan. Exemplaren blir upp till 180 cm långa (troligtvis ännu större till 240cm). Honor lägger inga ägg utan föder upp till 14 levande ungar. De är vid födelsen 30 till 40 cm långa. En liknande art blir könsmogen när den är 15 år gammal och den lever upp till 25 år.ref name = "iucn"/>
Denna haj jagas intensiv som matfisk. I vissa regioner minskade fångstmängden med 99 procent mellan 1990 och 2004. IUCN kategoriserar arten globalt som akut hotad.